# Moce
Moce, auch Mothe, ist eine Insel vulkanischen Ursprungs im zum Inselstaat Fidschi gehörenden Lau-Archipel.

## Geographie
Moce liegt in der Southern Group der Lau-Inseln; benachbarte bewohnte Inseln sind das 12 km westlich liegende Komo, das 19 km nördlich liegende Oneata sowie das 22 km südwestlich liegende Namuka-i-Lau. Die annähernd runde Insel ist 4,5 km lang und bis zu 3,7 km breit. Ihre Fläche lässt sich zu etwa 11 km² abschätzen und sie erreicht eine Höhe von 180 m über dem Meer. Moce ist fast vollständig von einem Saumriff umgeben, das sich weit nach Süden erstreckt und dabei auch das kleine, unbewohnte Eiland Karoni umsäumt sowie sich im äußersten Südosten im ringförmigen Korallenriff Na Potu fortsetzt, auf dem jedoch keine Inseln aufliegen.

## Verwaltung
Die Insel gehört administrativ zur Eastern Division Fidschis und bildet dort einen der 13 traditionellen Distrikte (tikina) dieser Provinz. Auf der Insel liegen zwei Dörfer (koro) mit zusammen rund 600 Einwohnern, Korotolu und Nasau, beide an der Südküste.